# 胡安·加夫列尔·巴斯克斯
胡安·加夫列尔·巴斯克斯（西班牙語：Juan Gabriel Vásquez；1973年—）是一名哥伦比亚作家。他最著名的作品是2011年出版的小说《坠物之声》（El ruido de las cosas al caer）。
胡安·加夫列尔·巴斯克斯在他的故乡波哥大的国立罗萨里奥大学学习法律，毕业后前往法国，在1996年至1999年间生活在巴黎。他在巴黎的索邦神學院获得拉美文学博士学位。之后，他搬去比利时阿登居住。在一年后，巴斯克斯移居巴塞罗那，并在那里生活至2012年。目前他定居波哥大。
巴斯克斯在2014年凭借小说《坠物之声》（El ruido de las cosas al caer）荣获国际IMPAC都柏林文学奖。他是第一位获此殊荣的南美作家。

## 作品
- Persona, novel, Magisterio 1997
- Alina suplicante, novel, Norma 1999
- Los amantes de Todos los Santos, Alfaguara, 2001.
- 《告密者》(Los informantes) （2004）（译者：谷佳维）
- 《科斯塔瓦那秘史》 (Historia secreta de Costaguana)  (2007)
- El arte de la distorsión, literary essays, Alfaguara, 2009
- 《坠物之声》（El ruido de las cosas al caer）, Alfaguara （2011）
- 《名誉》（Las reputaciones）, Alfaguara （2013）（译者：欧阳石晓）
- La forma de las ruinas, Alfaguara（2015）